# Scientology: The Now Religion
 (octobre 2022).
Scientology: The Now Religion est un livre non romanesque sur la scientologie, écrit par George Malko. Le livre était la première analyse complète de l'histoire entourant la fondation de l'Église de scientologie et de L. Ron Hubbard. L'auteur a mené des entretiens avec des membres et fournit une analyse de certaines pratiques. Le livre a été publié en 1970 au format Hardcover par Delacorte Press, puis en édition de poche en 1971, par Dell Publishing.

## Poursuites judiciaires par l'Église de Scientologie
Paulette Cooper a écrit dans The Scandal of Scientology, que "Le 30 septembre 1970, il a été rapporté dans le New York Post que les scientologues poursuivaient les éditeurs Delacourte et l'auteur George Malko pour un livre qu'ils avaient écrit sur la Scientologie". Une requête en jugement sommaire par le défendeur a ensuite été rejetée, en 1973. L'Église de Scientologie a décidé de poursuivre au tribunal l'éditeur après avoir envoyé une lettre demandant une rétractation ce dernier, mais le livre a malgré tout été réimprimé en livre de poche. L'éditeur a ensuite payé un règlement judiciaire et n'a plus publié le livre sous forme imprimée.

## Tentative de l'Église de Scientologie d'interdire un livre
L'Église de Scientologie du Canada a tenté de faire interdire le livre dans les bibliothèques au Canada. En juin 1974, les bibliothèques ont été informées que si elles ne retiraient pas les livres: Scientology: The Now Religion, Inside Scientology, The Scandal of Scientology et The Mind Benders de leurs étagères, elles seraient attaquées lors d'un procès. Deux conseils de bibliothèque différents en Ontario, au Canada, avaient reçu des injonctions.
Après avoir obtenu des règlements à l'amiable de 7 500 $ US et 500 $ US et des excuses des éditeurs de deux des ouvrages (Dell Publishing et Tower Publications), l'Église de Scientologie a en outre menacé de poursuivre en justice toute bibliothèque ou librairie qui les vendait. Après que certaines bibliothèques au Canada aient refusé de retirer les livres de leurs étagères, elles ont été poursuivies par l'Église. Une bibliothèque canadienne a signalé le vol d'un livre critiquant la Scientologie dans ses rayons. Ces incidents ont ensuite été rapportés dans une chronologie de la censure en Colombie-Britannique. Selon des vendeurs de livres d'occasion, des personnes associées à la Scientologie ont tenté de faire retirer des copies du livre des marchés en ligne en invoquant des violations de marques non définies. Ils ont reçu l'ordre de retirer leurs annonces de ce titre par les sites de vente en ligne après avoir reçu des signalements de "violation de marque par le titulaire des droits", alors même que les copies en question sont en circulation depuis près de 50 ans.